# Ethochorema turbidum
Ethochorema turbidum är en nattsländeart som först beskrevs av Arturs Neboiss 1962.  Ethochorema turbidum ingår i släktet Ethochorema och familjen Hydrobiosidae. Inga underarter finns listade i Catalogue of Life.